# Vanessa Marquez (attrice)
Vanessa Marquez (Los Angeles, 21 dicembre 1968 – South Pasadena, 30 agosto 2018) è stata un'attrice statunitense di origine messicana.
Era nota per il ruolo dell'infermiera Wendy Goldman nella serie televisiva E.R. - Medici in prima linea, interpretata dal 1994 al 1997.

## Biografia
Esordì nel 1988 nel film La forza della volontà e l'anno dopo ebbe un ruolo nel film Night Children - I ragazzi della notte, cui seguirono diverse partecipazioni a serie televisive fino ad arrivare al 1994, quando ottenne il ruolo dell'infermiera Wendy Goldman in E.R. - Medici in prima linea nelle prime tre stagioni della serie televisiva. 
Nel 1995 la sua voce fu scelta nella serie animata televisiva della HBO dal titolo Happily Ever After: Fairy Tales for Every Child, per l'episodio "Sleeping Beauty", diretto da Bruce W. Smith, assieme a quelle di Robert Guillaume, Ricardo Montalbán, Lucie Arnaz, Paul Rodriguez Sr., Carmen Zapata, Julia Migenes, Marie Barrientos, Carlos Mencia, Jacob Vargas, Ross Mapletoft.
Fino al 2001 partecipò ad alcuni film per la televisione, poi da allora diradò le apparizioni, fatta eccezione per il cortometraggio  Return of Pink Five nel 2006, il film Shift nel 2013, e il cortometraggio The Problem with Evolution nel 2017.
In seguito aderì al movimento #MeToo e nell'ottobre 2017 accusò George Clooney di razzismo e sessismo nei suoi confronti, oltre ad imputarlo di averla fatta escludere dalla serie che l'aveva lanciata.
Il 30 agosto 2018 alcuni poliziotti, assieme a un operatore della salute mentale della Contea di Los Angeles, raggiunsero la sua casa di Fremont Avenue a South Pasadena per effettuare un controllo in quanto la Marquez era da anni sofferente di problemi psichici. L'attrice fu trovata in preda ad un attacco di convulsioni, durate circa un'ora e mezza ed interrottesi quando estrasse quella che sembrava una pistola semiautomatica che poi puntò contro gli agenti, i quali le spararono almeno una volta al busto; soccorsa immediatamente, venne portata all'ospedale locale. Inizialmente la polizia non aveva confermato l'identità dell'attrice, che venne dichiarata morta in ospedale lo stesso giorno ma solo dopo che fu appurato che l'arma da lei maneggiata era una pistola giocattolo.

## Filmografia
- La forza della volontà (Stand and Deliver), regia di Ramón Menéndez (1988)
- Night Children - I ragazzi della notte (Night Children), regia di Norbert Meisel (1989)
- Dedicato a mia figlia (To My Daughter) - film TV (1990)
- Sweet 15 - film TV (1990)
- Oltre la legge - L'informatore (Wiseguy) - serie TV, 2 episodi (1990)
- Reclusa - La rabbia di una madre (Locked Up: A Mother's Rage) - film TV (1991)
- Tequila e Bonetti (Tequila and Bonetti) - serie TV, 1 episodio (1992)
- Seinfeld - serie TV, 1 episodio (1992)
- Un pezzo da 20 (Twenty Bucks), regia di Keva Rosenfeld (1993)
- Patto di sangue (Bound by Honor), regia di Taylor Hackford (1993)
- Maniac cop 3 - Il distintivo del silenzio (Maniac Cop III: Badge of Silence), regia di William Lustig (1993)
- Famiglia in fuga (Father Hood), regia di Darrell Roodt (1993)
- State of Emergency - film TV (1994)
- Corsie in allegria (Nurses) - serie TV, 1 episodio (1994)
- Melrose Place - serie TV, 1 episodio (1994)
- Una moglie d'onore (All Lies End in Murder) - film TV (1997)
- E.R. - Medici in prima linea (ER) - serie TV, 27 episodi (1994-1997)
- Malcolm & Eddie - serie TV, 3 episodi (1999)
- Fire & Ice - film TV (2001)
- Return of Pink Five, cortometraggio, regia di Trey Stokes (2006)
- Shift, regia di Siege Ledesma (2013)
- The Problem with Evolution, cortometraggio, regia di Kevin Ruiz (2017)

## Doppiatrici italiane
- Laura Mercatali in E.R. - Medici in prima linea